# ベルン空港
ベルン空港（英語:Regional Aerodrome Bern-Belp ドイツ語:Regionalflugplatz Bern-Belp 正式名称:英:Bern Airport 独:Flughafen Bern）(IATA: BRN, ICAO: LSZB / LSMB)は、スイス、ベルン州ベルプにある地方空港。スイス連邦の首都ベルンに最も近い空港となる。元々は2018年8月29日に経営破綻したスカイワーク航空のハブ空港であった。この経営破綻により空港収入の1/3が失われており、昨今、格安航空会社であるヘルヴェティック・エアウェイズやピープルズ・エアウェイズによりホリデーシーズンのみチャーター便のみとなっており、大手航空会社による定期便の運航は行われていない。
要人輸送を行うスイス空軍管轄下にある連邦航空輸送サービス（LTDB）とスイス・エア＝レスキュー（rega）の他に、2つの民間ヘリ会社と2つの飛行訓練学校がこの空港を使用している。

## 歴史
1929年、民間航空会社アルパー（Alpar）によって設立された。フォッカー F.XIによる国内都市との定期運行を開始しているが、第二次世界大戦中はスイス陸軍から運行に関する許可やガソリン提供を断られたため、実質上の運行停止に追い込まれている。戦後は政府や州の補助金によって支えられながら、空港運営者として事業を継続しており、スイス航空と長期に渡るシェア争いを行いながら最終的に1947年に合併交渉が行われ、スイス航空に吸収されている。
1945年、国際空港としてチューリッヒ空港計画案が可決され、翌年から建設が開始されているが、1966年と1970年にチューリッヒ空港は国内線用に残しつつ、ベルン近郊に新国際空港を建設する計画案が浮上しており、この計画案は地元農民による強い反対のため最終的に断念された。

## 統計
元のウィキデータクエリを参照してください.